# Douzelage
Douzelage ist eine Vereinigung von jeweils einer Kommune eines jeden Landes der Europäischen Union. Der Name Douzelage setzt sich aus douze (französisch: zwölf) und jumelage (französisch: Städtepartnerschaft) zusammen. Obwohl nun mehr als zwölf Städte und Gemeinden zur Douzelage gehören, bleibt der Name erhalten.

## Allgemein
Die Ziele der Vereinigung liegen im schulischen, sportlichen und kulturellen Austausch sowie in der Förderung der Zusammenarbeit zwischen den Städten und Gemeinden. Zweimal jährlich gibt es ein Treffen der Mitglieder, um Projekte zu initiieren und sich auszutauschen. Für die Verständigung wird hauptsächlich Englisch und teilweise auch Französisch verwendet. Douzelage wird von einem Präsidenten und zwei Vizepräsidenten aus jeweils einem anderen Ort geleitet. Dieses Leitungsgremium wird jeweils für einen Zeitraum von drei Jahren gewählt.
1993 wurde die Douzelage von der Europäischen Kommission als herausragendes Partnerschaftsprojekt mit den „Goldenen Sternen der Städtepartnerschaften“ ausgezeichnet.

## Mitglieder
Douzelage entstand 1989 durch die Partnerschaft der Städte Sherborne (Großbritannien) und Granville (Frankreich), im Umfeld der zunehmenden Städtepartnerschaften innerhalb der EU. Im gleichen Jahr hatte sich mit European Charter – Villages of Europe eine Gruppe ländlicher Gemeinden ebenfalls aus allen EU-Staaten gegründet. 1991 trafen sich Delegationen aus jeweils einem der zwölf EU-Staaten in Granville, um Douzelage offiziell ins Leben zu rufen.
| Die Gründungsmitglieder waren: - Spanien: Altea - Deutschland: Bad Kötzting - Italien: Bellagio - Irland: Bundoran - Frankreich: Granville - Dänemark: Holstebro - Belgien: Houffalize - Niederlande: Meerssen - Luxemburg: Niederanven - Griechenland: Preveza - Portugal: Sesimbra - Vereinigtes Königreich: Sherborne Später hinzugekommen sind: - ( Finnland: Karkkila – 1997–2016) - Schweden: Oxelösund – 1998 - Österreich: Judenburg – 1999 | Im Zuge der EU-Osterweiterung sind 2004 in einem ersten Schritt folgende Städte als Mitglieder aufgenommen worden: - Ungarn: Kőszeg (dt. Güns) - Tschechien: Sušice (dt. Schüttenhofen) - Polen: Chojna (dt. Königsberg in der Neumark) - Lettland: Sigulda (dt. Segewold) - Estland: Türi (dt. Turgel) Eine zweite Erweiterung umfasste: - Slowakei: Zvolen (dt. Altsohl) – 2007 - ( Litauen: Prienai (dt. Prenen) – 2008–2018) - Malta: Marsaskala – 2009 - Rumänien: Siret (dt. Sereth) – 2010 Weitere Mitglieder wurden - Zypern: Agros – 2011 - Bulgarien: Trjawna – 2011 - Slowenien: Škofja Loka (dt. Bischoflack) – 2011 - Kroatien: Rovinj – 2016 - Finnland: Asikkala – 2016 - Litauen: Rokiškis (dt. Rokischken) – 2018 |

Douzelage umfasst 28 Mitglieder. 2016 gab es in Finnland einen Wechsel: Karkkila verließ die Vereinigung, dafür wurde Asikkala neues Mitglied.